# 韜睿惠悅
韜睿惠悅企管顧問公司（英語：Towers Watson & Co.），美國一間全球性的專業服務公司。其主要業務是风险管理與人力資源管理諮詢。另外還有精算與投資諮詢業務。韜睿惠悅總部位於纽约州纽约。
韜睿惠悅成立於2010年1月4日，由韜睿（Towers Perrin）與華信惠悅（Watson Wyatt Worldwide）兩家諮詢公司合併而成。其併購的收益讓其成為世界上員工福利最好的諮詢公司。韜睿惠悅在全球35個國家擁有14,000名員工，年營收約合36億美元 。韜睿惠悅的首席执行官與董事会主席，為華信惠悅的前任執行長约翰·海利（John Haley）。該公司的首任首席运营官、總裁、董事會副主席，是韜睿的前任執行長马克·麦克塔斯（Mark Mactas）。

## 歷史
韜睿惠悅的前身是R. Watson & Sons，1878年成立於英国。B. E. Wyatt與七個共同創辦人在美國於1946年成立了名為The Wyatt Company的精算諮詢公司。這兩家公司以華信惠悅為品牌，形成全球聯盟，並於2005年8月合併。
Towers, Perrin, Forster & Crosby於1934年在美國成立，不過它的前身之一，保險經紀公司Henry W. Brwon & Co.在1871年成立。1987年，公司名稱縮短更名為Towers Perrin。
2009年6月28日，兩家公司宣布將會合併，由股東和監管機構批准，為一平等的合併。
監管部門的批准由美國與歐盟的反托拉斯部門授予，同年12月18日的一場單獨會議上，股票業主以壓倒性多數核准此項合併。
2010年11月，韜睿惠悅宣布已簽署一項最終協定，併購EMB諮詢公司。EMB專業為財產與意外諮詢。EMB也有能夠處理定價、保留、空間平滑分析、資本與風險模型分析的軟體。2011年2月1日，交易完成。

2015年7月1日韋萊集團(Willis Group Holdings)和韜睿惠悅，雙方已同意以全股票的方式進行合併，合併後的公司估值為180億美元，合併後的公司將命名為Willis Towers Watson，將在逾120個國家擁有3.9萬名員工，收入約為82億美元。

## 外部連結
- 官方网站